# Pierre Ebede
Pierre-Romain Ebede Owono (Yaoundé, 19 febbraio 1980) è un ex calciatore camerunese, di ruolo portiere.